# Tenedos perfidus
Tenedos perfidus är en spindelart som beskrevs av Rudy Jocqué och Léon Baert 2002. Tenedos perfidus ingår i släktet Tenedos och familjen Zodariidae. Inga underarter finns listade i Catalogue of Life.